# TRP-канали

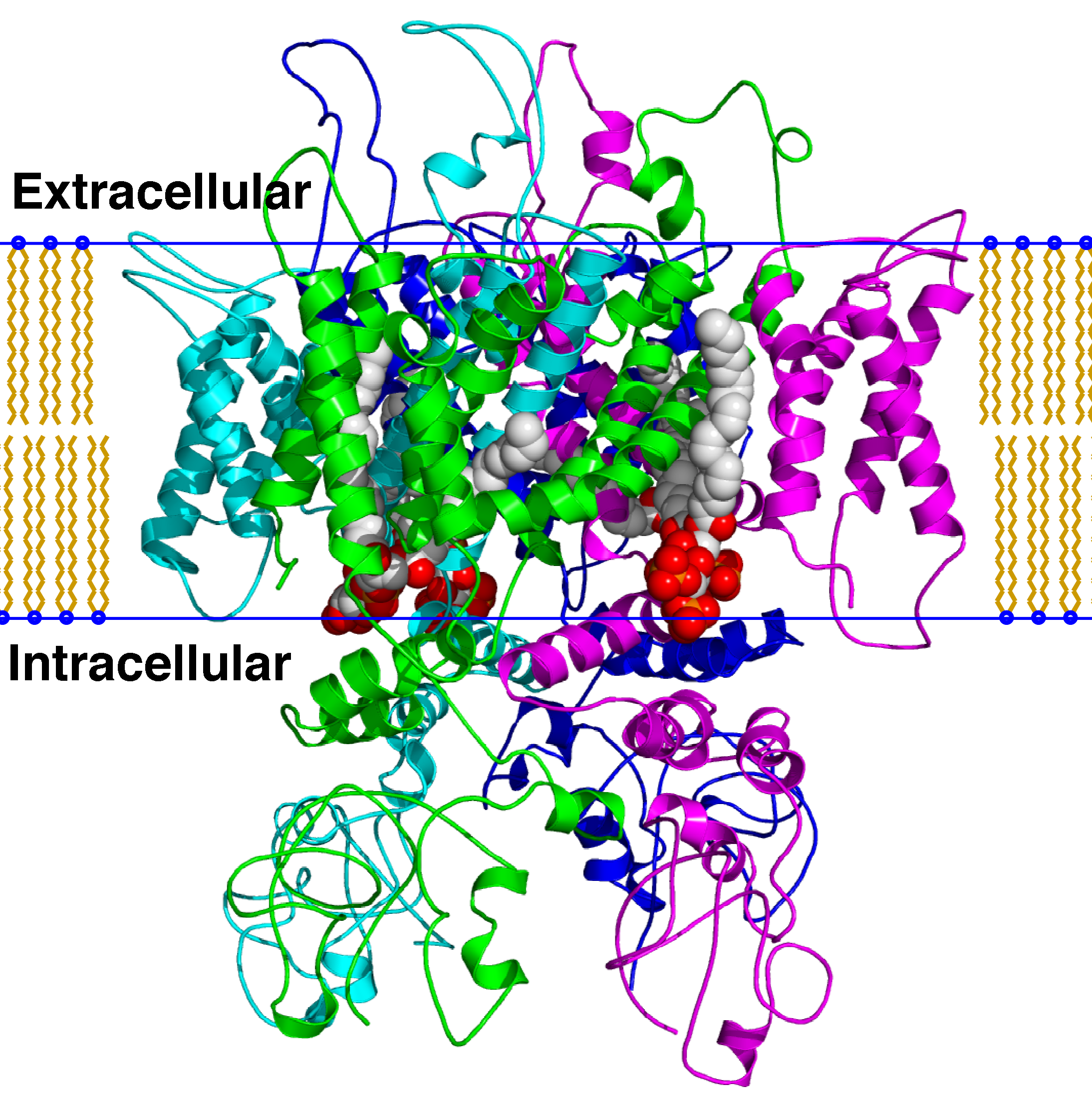
Trpv1 у мембрані клітини

TRP-канали (Transient Receptor Potential channels, «канали транзієнтного (короткочасного) рецепторного потенціалу»)  — це група рецептор-керованих катіонних каналів, розташованих в основному у плазматичній мембрані багатьох типів клітин тварин і людини.
Існує близько 28 типів TRP-каналів, які подібні між собою за будовою. Більшість із цих каналів є медіаторами різних відчуттів, таких як відчуття болю, спеки, тепла або холоду, різних видів смаку, тиску і зору. В організмі ссавців деякі TRP-канали, як вважається, слугують за мікроскопічні термометри і потрібні для розрізнення гарячого та холодного. Деякі TRP-канали активуються молекулами, знайденими в спеціях, а саме у часнику (аліцин), перці чилі (капсаїцин), васабі (алілізотіоціанат), інші активуються ментолом, камфорою, м'ятою та іншими охолоджуючими компонентами, треті активуються молекулами, знайденими в канабісі (тобто THC, CBD та CBN). Деякі діють як сенсори осмотичного тиску, об'єму, розтягнення й вібрації. Ці йонні канали мають відносно невибіркову проникність для катіонів, у тому числі для йонів натрію, кальцію та магнію.

## Історія відкриття
Вперше TRP-канали були виявлені в мутантному штамі плодової мушки Drosophila. Спонтанна trp-мутація спричиняла генерацію недовготривалого (транзієнтного) потенціалу сітківки у відповідь на тривалий світловий стимул. Дослідження родини TRP почалися з клонування генів Drosophila, білок яких бере участь у зоровій функції та входить до складу фоторецепторів. Рецептор родопсину мушки, на відміну від хребетних, спряжений через Gq-білок із сигнальним каскадом гідролізу фосфоліпідів фосфоліпазою С (ФЛС-β), що веде до напрацювання двох вторинних посередників — діацилгліцеролу (ДАГ) та інозитолтрифосфату (ІФ3) і пов'язаного з цим збільшенням внутрішньоклітинної концентрації кальцію. Кінцевий продукт цього сигнального шляху — ІФ3 , який через взаємодію з ІФ3-рецепторами (ІР3-R) мембрани ендоплазматичного ретикулуму спричинює вивільнення депонованого кальцію. Отже, цей канал може активуватися, будучи ключовим компонентом молекулярної системи так званого депо-залежного входу кальцію (англ. Store-Operated Calcium Entry, SOCE). Пізніше TRP-канали були також виявлені й у хребетних, де вони експресуються повсюдно, в багатьох типах клітин і тканин.

## Загальна будова TRP-каналів
Більшість TRP-каналів складаються з 6 трансмембранних спіралей, так само, як і калієві канали, з внутрішньоклітинними N- і С-кінцями. Проте ці канали не є потенціалзалежними, тому що четверта трансмембранна спіраль не містить послідовність з позитивно заряджених амінокислотних залишків, що утворюють сенсор потенціалу в KV-каналів. TRP-канали активуються і регулюється за допомогою різноманітних стимулів і синтезуються майже в усіх системах організму.

## Класифікація TRP-каналів ссавців
На основі гомології послідовностей TRP-канали об'єднані у сім підродин: TRPC (Canonical), TRPV (Vanilloid), TRPM (Melastatin), TRPA (Ankyrin), TRPP (Polycystin), TRPML (Mucolipin), TRPN (NOMP — No mechanopotential), причому в кожній з них, крім TRPN, ссавці мають своїх представників. Біоінформатичне сканування геномних баз даних вказує на те, що практично всі гени TRP-каналів ссавців на сьогодні вже ідентифіковано. З перелічених підродин найбільш вивченими є TRPC, TRPV і TRPM, оскільки саме їх представників було історично першими ідентифіковано.

## Основні методи дослідження TRP-каналів
Одним з основних методів дослідження йонних каналів/рецепторів, зокрема TRP-каналів,  є  метод Patch-clamp (метод локальної фіксації потенціалу клітинної мембрани) — метод електрофізіології, що дозволяє ізолювати фрагмент клітинної мембрани з наявними в ньому рецепторами — іонними каналами, задавати певну різницю потенціалів через цей фрагмент, створювати з обох боків мембрани середовище з певним іонним складом та вимірювати при цих, добре контрольованих, умовах, електричний струм через канали. 
Величезна аналітична потужність цього методу полягає в тому, що він дозволяє спостерігати за поведінкою і хімічними перетвореннями окремих молекул. Різні модифікації методу дозволяють в експерименті змінювати різноманітні — а в сумі практично всі, що цікавлять дослідника — фактори, які здатні впливати на поведінку йонних каналів. Головною метою методу є дослідження трансмембранних іонних потоків (струмів).
Перспективним є метод використання антитіл до позаклітинних петель поблизу ділянки пори каналу. Генетичні дослідження спадкових захворювань (на прикладі TRPM6-дефекту в HSH) і використання моделей knockout мишей виявляють специфічну роль TRPM-каналів в різноманітних біологічних процесах, таких як гомеостаз концентрації магнію, міграції клітин, запальних процесах і відчуття холоду і смаку. Ці моделі будуть незамінні в розшифровці конкретної ролі TRPM-каналів у судинній системі в майбутніх дослідженнях, зі застереженнями щодо можливої компенсаційної над- або недорегуляції інших іонних каналів або зміною експресії транскрипційних чи ростових факторів.

## Медичне значення
Мутації у низці генів TRP-каналів викликають розвиток спадкових захворювань з групи каналопатій. Мутації у каналі TRPP2 призводять до автосомно-домінантного полікістозу нирок. Генетичні зміни в каналі TRPM6 ведуть до розвитку гіпомагнеземії зі вторинною гіпокальцемією. Порушення гену TRPML призводять до сіалоліпідозу